# The IIconics
The IIconics, (también conocidas como The IInspiration) fueron un equipo femenino de lucha libre profesional conformado por Jessica McKay (Billie Kay) y Cassandra McIntosh (Peyton Royce). Provenientes de Australia, son mejores amigas en la vida real, asistieron a Westfields Sports High School y fueron entrenadas por Madison Eagles. 
Ambas se dieron a conocer por su tiempo en la WWE bajo los nombres de Billie Kay (Jessie) y Peyton Royce (Cassie), convirtiéndose en las primeras personas australianas en ser campeonas por parejas en la historia de la WWE, y las primeras australianas en ganar un campeonato en WrestleMania, el evento insignia de la empresa. Antes de la WWE, McKay y McIntosh lucharon en Pro Wrestling Women's Alliance (PWWA) en Australia bajo los nombres de Jessie McKay y KC Cassidy. Debutaron como equipo el 8 de mayo de 2015, poco después de haber firmado en la división de NXT, ambas debutaron como equipo el 5 de octubre de 2016, luego se autodenominaron The Iconic Duo.

## Historia

### WWE

#### NXT (2015-2018)

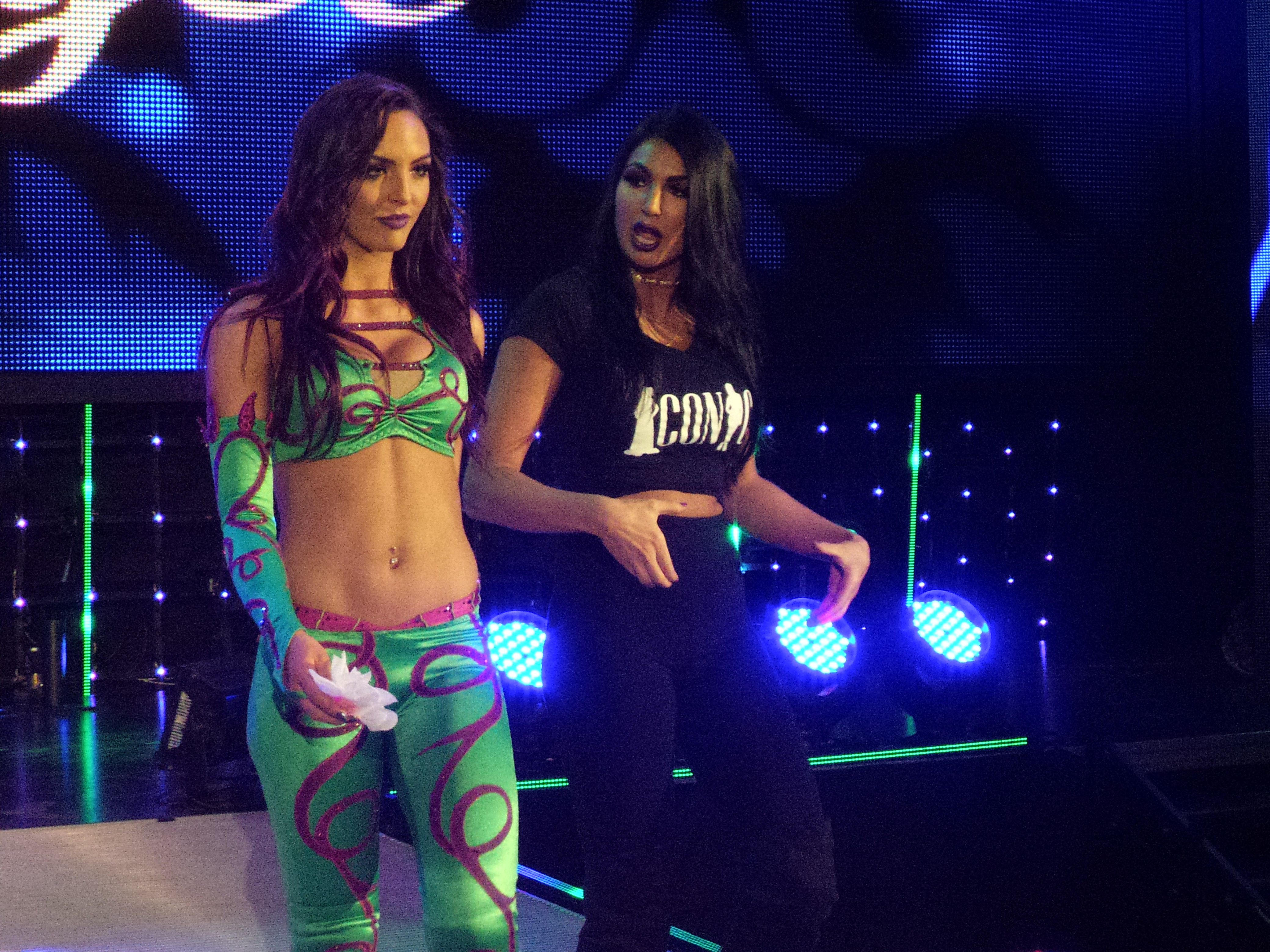
Cassie y Jessie en 2017 como parte de NXT.

McKay y Cassidy formaron equipo poco después de unirse a NXT, aunque solo aparecerían en eventos en vivo durante más de un año. Su primer combate como equipo fue el 8 de mayo de 2015 en un house show donde perdieron ante Bayley y  Carmella, en el que también fue el primer combate de McKay en WWE. Por un período de más de un año, las dos fueron utilizadas como jobbers, perdiendo todos sus combates como equipo, aunque ganaron algunos individualmente; durante ese período, pasaron a llamarse Cassie y Jessie, antes de adoptar los nombres de Peyton Royce y Billie Kay en agosto de 2015.
El equipo hizo su debut televisivo en el episodio del 5 de octubre de 2016 de NXT, adoptando el nombre  "The Iconic Duo" como el nombre de su alianza. Casi un año y medio después de la creación del equipo, el dúo obtuvo su primera victoria el 14 de octubre de 2016 en un house show en Fort Pierce, Florida, derrotando a Aliyah y Liv Morgan. Royce y Kay ganaron su primer combate en televisión en el episodio del 28 de diciembre de 2016 de NXT, derrotando nuevamente a Aliyah y Morgan. El 28 de enero de 2017 en NXT TakeOver: San Antonio, las dos fueron votadas como "Estrellas revelación de 2016" en los NXT Year-End Award; también compitieron en su primera lucha titular por el Campeonato femenino de NXT de Asuka, saliendo derrotadas en una lucha fatal de cuatro esquinas en la que también estaba envuelta Nikki Cross.
En NXT TakeOver: WarGames, Royce compitió sin éxito en un combate fatal de cuatro esquinas por el vacante Campeonato Femenino de NXT contra Kairi Sane, Nikki Cross, y la ganadora, Ember Moon.  El último combate televisado del dúo en NXT fue transmitido el 4 de octubre de 2017, donde fueron derrotadas por Cross y Ruby Riott, aunque siguieron compitiendo en eventos en vivo; su último combate como parte de la marca amarilla fue el 12 de abril de 2018 en el evento en vivo de Fort Pierce, Florida, donde salieron derrotadas por Dakota Kai y Tegan Nox.

#### Campeonas en parejas (2018-2019)
Billie y Peyton ahora conocidas como The IIconics, debutan en la marca SmackDown Live! en el episodio del 10 de abril, atacando a la en ese entonces Campeona Femenina de SmackDown, Charlotte Flair. Posteriormente a esto, Royce y Kay se verían envueltas en combates poco relevantes con el elenco femenino de la marca azul. A finales de agosto, ambas comenzaron una rivalidad con Naomi después de que el 21 de agosto en SmackDown Live!, Royce la derrotara y una semana después Kay hizo lo propio. El 4 de septiembre en SmackDown Live!, Royce es derrotada por Naomi, sin embargo, al final de la lucha las australianas la atacaron hasta que Asuka hizo el salve, iniciando así una rivalidad en equipos. Luego de este suceso, se confirmó que ambas se enfrentarían a Naomi y Asuka en el PPV WWE Super Show-Down, dónde salieron victoriosas en su ciudad natal.
El 28 de octubre en el primer PPV femenino WWE Evolution, participaron en una batalla real, pero no lograron ganar ya que fueron eliminadas por las estrellas del pasado. El 27 de enero, participaron en el Womens Royal Rumble, donde Billie entró con el número #7, mientras que Peyton entró con el número #9, en donde lograron eliminar a Nikki Cross, pero no lograron ganar, ya que Lacey Evans las eliminó al mismo tiempo.
El 29 de enero en SD Live, se confirmó que ambas se enfrentarán a Nia Jax y Tamina, The Boss 'n' Hug Connection (Sasha Banks y Bayley), The Riott Squad (Liv Morgan & Sarah Logan), Mandy Rose & Sonya Deville y a Carmella & Noami, en una Elimination Chamber en el PPV del mismo nombre, donde lucharán para definir a las campeonas inaugurales de los  Campeonatos femeninos en pareja de la WWE.
El 17 de febrero enElimination Chamber, participaron en la lucha que lleva el mismo nombre del PPV, la dupla femenina ganadora sería coronada como las primeras campeonas femeninas por parejas de la WWE, Royce y Kay lograron eliminar a The Fabulous Glow (Naomi y Carmella) pero poco después fueron eliminadas por Nia Jax y Tamina. El 19 de marzo en Smackdown, derrotaron a las Campeonas Femeninas en Pareja de la WWE, The Boss 'n' Hug Connection (Sasha Banks y Bayley, dándoles una oportunidad titular contra las campeonas en WrestleMania 35, dónde también estarían participando The Divas of Doom (Beth Phoenix y Natalya), y el equipo conformado por Tamina y Nia Jax. En el evento, Billie y Peyton ganaron los campeonatos por parejas por primera y única vez en su carrera después de cubrir a Bayley. Poco después de ganar la dupla tuvo una racha de derrotas extensa, Billie y Peyton fueron derrotadas por todo el elenco de la marca y no tuvieron ninguna rivalidad de por medio hasta que Paige, junto a la dupla que dirigía The Kabuki Warriors (Asuka y Kairi Sane) iniciarán un feudo después de salir derrotadas por la niponas en diferentes ocasiones. El 17 de junio en Raw, defendieron exitosamente los títulos al derrotar a Alexa Bliss y Nikki Cross. En un evento en vivo en Japón, las campeonas fueron derrotadas por The Kabuki Warriors (Asuka y Kairi Sane), recibiendo una oportunidad titular contra ellas, logrando retener por descalificación.
Durante las siguientes semanas, estuvieron evitando cualquier combate que tuviera a los títulos en juego, finalmente los perdieron el 5 de agosto en Raw, Fatal-4 Way Elimination Match contra The Kabuki Warriors (Asuka & Kairi Sane), Mandy Rose & Sonya Deville y Alexa Bliss & Nikki Cross, siendo las primeras eliminadas por Rose & Deville, al final ganaron Blis & Cross. En el Kick-Off de SummerSlam tuvieron su revancha por los Campeonatos Femeninos en Pareja de la WWE frente a Alexa Bliss & Nikki Cross, sin embargo perdieron.
El 4 de noviembre en Raw, las australianas fueron derrotadas por Charlotte Flair y Becky Lynch después de retarlas, poco después ambas dejaron de aparecer en la programación semanal así como en los tours en vivo.

#### Disolución (2020-2021)
Regresaron en el Raw del 11 mayo interrumpiendo el segmento de "The Moment of Bliss" de las Campeonas Femeninas en Pareja de la WWE, Alexa Bliss y Nikki Cross, comenzando así una pequeña rivalidad. La siguiente semana en Raw, se enfrentaron a las campeonas en una lucha titular, sin embargo, salieron derrotadas por descalificación. En Backlash, se enfrentaron a Bliss Cross Applesauce y The Golden Role Models por los campeonatos en parejas, saliendo derrotadas. Posteriormente empezaron un feudo con Ruby Riott haciendo burla de su aspecto físico y el hecho de que ya no tenía a sus amigas de Squad. Tras una racha de victorias de Kay y Royce sobre Riott, en Payback, The IIconics fueron derrotadas por Riott y su compañera Liv Morgan, con quién se había reunido después de la disolución del Riott Squad. La siguiente noche en Raw, Royce y Kay fueron obligadas a separarse al salir derrotadas por Riott y Morgan en una lucha por estipulación, disolviendosé así The IIconics.
El 12 de octubre como parte del Draft Suplementario, fueron separadas de marca, Peyton permanecería en Raw mientras que Billie fue traspasada a SmackDown. El 15 de abril del 2021 después de sus breves carreras en solitario, WWE anunció la liberación de contrato de ambas luchadoras, quienes habían estado trabajando para la compañía desde 2015.

### Impact Wrestling (2021-2022)
Después de que Cassandra y Jessica fueran despedidas de WWE, dieron a conocer en su podcast, Off Her Chops, que ambas regresarían juntas a la escena independiente como The IInspiration bajo los nombres de Jessie McKay y Cassie Lee. Meses después, anunciaron The IInspiration Tour, gira donde se presentarían en diversas promociones y convenciones de lucha libre antes de firmar con cualquier otra empresa.
En Knockouts Knockdown el 9 de octubre de 2021, se anunció que The IInspiration haría su debut para Impact Wrestling en Bound for Glory donde lucharían por los Campeonatos en Parejas de Knockouts de Impact. En dicho evento, Jessie y Cassie lograron capturar por primera vez en sus carreras las preseas por parejas derrotando a las representantes de Decay, Rosemary y Havok.
El 27 de abril de 2022, Cassandra y Jessica solicitaron su liberación inmediata de Impact Wrestling, dándolo a conocer mediante sus cuentas de Twitter.

## Otros medios
Jessie y Cassie hicieron su debut en los videojuegos de la WWE en WWE 2K18 y posteriormente en WWE SuperCard. A lo largo de su carrera en dicha empresa, ambas también hicieron apariciones para WWE 2K19, WWE 2K20, WWE 2K: Battlegrounds, WWE Mayhem y WWE Universe.

## Campeonatos y logros
- Impact Wrestling
  - Impact Knockouts Tag Team Championship (1 vez)

- WWE
  - WWE Women's Tag Team Championship (1 vez)
  - NXT Year–End Award (1 vez)
    - Breakout of the Year (2016)[15]